# Mario Asselin
Mario Asselin est un enseignant, chroniqueur et homme politique québécois, élu député de Vanier-Les Rivières à l'Assemblée nationale du Québec sous la bannière de la Coalition avenir Québec lors des élections générales du 1er octobre 2018 et réélu en 2022.

## Biographie

### Études
En 1983, Mario Asselin obtient son baccalauréat en sciences de l'activité physique à l'Université Laval. Il poursuit ensuite des études à l'Université de Sherbrooke dans un certificat en sciences de l'éducation.

### Carrière professionnelle
Après son baccalauréat en 1983, il enseigne au Collège du Mont Sainte-Anne, une école secondaire privée en Estrie, où il est adjoint au directeur puis directeur des Services aux élèves. Il la quitte en 1992, pour devenir directeur général du Collège Rivier, une autre école secondaire privée toujours en Estrie. En 1998, il se retrouve à Québec dans une école primaire privée, l'Institut Saint-Joseph.
À partir de 2005, il entreprend un nouveau parcours, celui-ci dans le monde des affaires. Il est associé et directeur général chez Opossum, une division de iXmédia, une entreprise de Québec spécialisée dans la création et le développement de sites Web et de solutions numériques.
En 2012, il poursuit ce travail au Groupe Loran en tant que conseiller stratégique.

### Engagement politique
Entretemps, à partir de 2011, il s'engage politiquement avec François Legault dans la Coalition avenir Québec (CAQ). En 2012, il se présente pour ce parti dans la circonscription de Taschereau où il finit troisième. Deux ans plus tard, en 2014, il est candidat caquiste dans une autre circonscription, Louis-Hébert où il termine deuxième avec 25,9 % des voix loin derrière Sam Hamad, le candidat libéral, qui obtient 49,2 % des suffrages exprimés.
Le 7 mars 2018, il devient de nouveau le candidat de la CAQ pour une troisième fois mais dans la circonscription de Vanier-Les Rivières cette fois.  Fin septembre, en fin de campagne, il est victime d'un accident vasculaire cérébral (AVC) qui le limite pour le reste de la campagne. Cependant, cela ne l'empêche pas de remporter la victoire lors des élections générales du 1er octobre 2018, où il est élu député à l'Assemblée nationale du Québec. Il est réélu lors des élections du 3 octobre 2022.
À partir du 7 décembre 2022, il est l'adjoint parlementaire de la ministre de l'Enseignement supérieur, Pascale Déry.

## Résultats électoraux
|                                                                                               | Nom                     | Parti            | Nombre de voix | %      | Maj.   |
| --------------------------------------------------------------------------------------------- | ----------------------- | ---------------- | -------------- | ------ | ------ |
|                                                                                               | Mario Asselin (sortant) | Coalition avenir | 20 812         | 47,4 % | 12 240 |
|                                                                                               | Donald Gagnon           | Conservateur     | 8 572          | 19,5 % | -      |
|                                                                                               | William Duquette        | Parti québécois  | 5 741          | 13,1 % | -      |
|                                                                                               | Karoline Boucher        | Québec solidaire | 5 337          | 12,2 % | -      |
|                                                                                               | Karl Filion             | Libéral          | 2 760          | 6,3 %  | -      |
|                                                                                               | Mathieu Guillemette     | Indépendant      | 282            | 0,6 %  | -      |
|                                                                                               | Kadidia Mahamane Bamba  | Vert             | 266            | 0,6 %  | -      |
|                                                                                               | Jean Cloutier           | Climat Québec    | 148            | 0,3 %  | -      |
| Total                                                                                         | Total                   | Total            | 43 918         | 100 %  |        |
| Le taux de participation lors de l'élection était de 73,5 % et 506 bulletins ont été rejetés. |                         |                  |                |        |        |

|                                                                                               | Nom                    | Parti               | Nombre de voix | %      | Maj.  |
| --------------------------------------------------------------------------------------------- | ---------------------- | ------------------- | -------------- | ------ | ----- |
|                                                                                               | Mario Asselin          | Coalition avenir    | 18 267         | 45,1 % | 7 916 |
|                                                                                               | Patrick Huot (sortant) | Libéral             | 10 351         | 25,6 % | -     |
|                                                                                               | Monique Voisine        | Québec solidaire    | 4 946          | 12,2 % | -     |
|                                                                                               | William Duquette       | Parti québécois     | 4 028          | 9,9 %  | -     |
|                                                                                               | Alain Fortin           | Conservateur        | 1 454          | 3,6 %  | -     |
|                                                                                               | Samuel Raymond         | Vert                | 668            | 1,6 %  | -     |
|                                                                                               | Carl Côté              | Indépendant         | 299            | 0,7 %  | -     |
|                                                                                               | Carl-André Poliquin    | Parti nul           | 245            | 0,6 %  | -     |
|                                                                                               | David Dallaire         | Citoyens au pouvoir | 242            | 0,6 %  | -     |
| Total                                                                                         | Total                  | Total               | 40 500         | 100 %  |       |
| Le taux de participation lors de l'élection était de 71,8 % et 688 bulletins ont été rejetés. |                        |                     |                |        |       |

|                                                                                               | Nom                 | Parti            | Nombre de voix | %      | Maj.  |
| --------------------------------------------------------------------------------------------- | ------------------- | ---------------- | -------------- | ------ | ----- |
|                                                                                               | Sam Hamad (sortant) | Libéral          | 18 327         | 49,2 % | 8 677 |
|                                                                                               | Mario Asselin       | Coalition avenir | 9 650          | 25,9 % | -     |
|                                                                                               | Patrice Dallaire    | Parti québécois  | 6 841          | 18,4 % | -     |
|                                                                                               | Pascal Minville     | Québec solidaire | 1 840          | 4,9 %  | -     |
|                                                                                               | Dany Bergeron       | Conservateur     | 310            | 0,8 %  | -     |
|                                                                                               | Patrick Côté        | Option nationale | 266            | 0,7 %  | -     |
| Total                                                                                         | Total               | Total            | 37 234         | 100 %  |       |
| Le taux de participation lors de l'élection était de 83,7 % et 320 bulletins ont été rejetés. |                     |                  |                |        |       |

|                                                                                               | Nom                      | Parti                  | Nombre de voix | %      | Maj.  |
| --------------------------------------------------------------------------------------------- | ------------------------ | ---------------------- | -------------- | ------ | ----- |
|                                                                                               | Agnès Maltais (sortante) | Parti québécois        | 13 994         | 37,1 % | 4 297 |
|                                                                                               | Clément Gignac           | Libéral                | 9 697          | 25,7 % | -     |
|                                                                                               | Mario Asselin            | Coalition avenir       | 6 311          | 16,7 % | -     |
|                                                                                               | Serge Roy                | Québec solidaire       | 4 416          | 11,7 % | -     |
|                                                                                               | Catherine Dorion         | Option nationale       | 2 804          | 7,4 %  | -     |
|                                                                                               | Jean-Luc Savard          | Parti nul              | 358            | 0,9 %  | -     |
|                                                                                               | François Tremblay        | Coalition constituante | 110            | 0,3 %  | -     |
|                                                                                               | Guy Boivin               | Équipe autonomiste     | 72             | 0,2 %  | -     |
| Total                                                                                         | Total                    | Total                  | 37 762         | 100 %  |       |
| Le taux de participation lors de l'élection était de 77,4 % et 418 bulletins ont été rejetés. |                          |                        |                |        |       |